# پرت اند ویتنی آر-۱۸۶۰ هورنت بی
پرت اند ویتنی آر-۱۸۶۰ هورنت بی (به انگلیسی: Pratt & Whitney R-1860 Hornet B) یک موتور هواگرد ساختِ کارخانهٔ پرت اند ویتنی در کشور ایالات متحده آمریکا است . 